# بيل براون (لاعب كرة قدم إسكتلندي)
بيل براون (بالإنجليزية: Bill Brown)‏ (8 أكتوبر 1931 في المملكة المتحدة - 1 ديسمبر 2004 في كندا) هو لاعب كرة قدم بريطاني وإسكتلندي في مركز حراسة المرمى، شارك في كأس العالم 1958. وشارك مع منتخب إسكتلندا لكرة القدم. أما مع النوادي، فقد لعب مع توتنهام هوتسبير وتورونتو فالكونز ونادي دندي ونادي نورثامبتون تاون ورابطة كرة القدم الاسكتلندية الحادية عشر ‏.

## وصلات خارجية
- بيل براون على موقع الاتحاد الدولي (مؤرشف)  (الإنجليزية)
- بيل براون على موقع قاعدة بيانات كرة القدم.إي يو (الإنجليزية)
- بيل براون على موقع ناشيونال فوتبول تيمز (الإنجليزية)